# Климов, Элем Германович
Эле́м Ге́рманович Кли́мов (9 июля 1933, Сталинград — 26 октября 2003, Москва) — советский и российский кинорежиссёр и сценарист. Первый секретарь правления Союза кинематографистов СССР (1986—1988). Народный артист Российской Федерации (1997).

## Биография
Родился 9 июля 1933 года в Сталинграде в семье Германа Степановича и Калерии Георгиевны Климовых. Хотя имя Элем традиционно расшифровывается как аббревиатура «Энгельс, Ленин, Маркс», младший брат Климова, Герман Германович, позже утверждал, что родители назвали сына в честь Элама Харниша, главного героя книги «Время-не-ждёт» Джека Лондона.
В 1941 году должен был пойти в школу, но её закрыли. Когда немцы начали бомбить Сталинград, мать с двумя сыновьями и бабушкой отправили в эвакуацию на Урал, под Свердловск.
В 1957 году окончил Московский авиационный институт, работал инженером-конструктором на одном из московских заводов, а также сотрудничал с молодёжными редакциями Всесоюзного радио и Центрального телевидения. В 1962 году вступил в КПСС.
В 1964 году окончил режиссёрский факультет ВГИКа (мастерская Ефима Дзигана). Его дипломной работой стала полнометражная сатирическая кинокомедия «Добро пожаловать, или Посторонним вход воспрещён», имевшая большой успех.
В 1965 году женился на Ларисе Шепитько.
Следующий фильм режиссёра «Похождения зубного врача», снятый в 1965 году, вышел на экраны лишь в 1967 году тиражом 25 копий. Таким образом, его практически никто не видел. Повторный выпуск фильма в прокат состоялся 20 лет спустя.
В 1974 году совместно с Германом Лавровым и Марленом Хуциевым Климов завершил фильм своего учителя Михаила Ромма «И всё-таки я верю…».
В 1975 году Климов закончил съёмки посвящённого Григорию Распутину фильма «Агония», который вышел на отечественный экран лишь спустя десять лет. Позднее Климов говорил, что и сам не был доволен этой картиной.
В 1979 году Лариса Шепитько приступила к съёмкам фильма по повести Валентина Распутина «Прощание с Матёрой», однако вскоре погибла в автокатастрофе. В итоге фильм под названием «Прощание» снял сам Климов, посвятив его памяти жены.
Его последним фильмом стала военная драма «Иди и смотри» (1985), отмеченная главным призом XIV Московского международного кинофестиваля.

## Во главе Союза кинематографистов СССР
В мае 1986 года на перестроечном V съезде кинематографистов СССР Элем Климов был избран членом правления Союза кинематографистов, тогда как ряд ведущих режиссёров периода застоя оказались отстранены от руководства Союзом. На первом пленуме правления секретарь ЦК КПСС Александр Яковлев предложил его кандидатуру на должность первого секретаря правления Союза кинематографистов СССР. Новое правление проголосовало за него единогласно. В своих воспоминаниях Армен Медведев писал:
На первый пленум обновлённого Союза, на встречу с Элемом мы шли в благодушном настроении… Но свершилось неожиданное. Элем после первых проникновенных, трогательных фраз о бессонной ночи, о долгих раздумьях, как жить Союзу, рассказал о том, что надумал. И последовала не просто жёсткая, но жесточайшая, уничтожающая критика государственно-партийной монополии в кинематографе. Он даже не столько говорил о прошлом Союзе, сколько обозначил следующий рубеж атаки — Госкино СССР и вся его система.
Вскоре состоялась беседа членов правления Союза кинематографистов с председателем Госкино Филиппом Ермашом, после чего тот покинул свой пост.
Под руководством Климова началась перестройка в кинопроизводстве. Был взят курс на «проблемное» кино взамен развлекательного, объявлено о самостоятельности режиссёров и отмене государственной цензуры. Климов также предложил новую модель оплаты труда, где доходы студий зависели в первую очередь от идейно-художественных достоинств фильма (которые определял СК), и лишь потом — от количества посмотревших его зрителей. Он призывал к «коренной ломке» индустрии, её омоложению, к переходу на хозрасчёт и самоокупаемость.
Дальнейший период связывают с расцветом авторского кино и так называемой «чернухи»: уже в 1988 году на экраны страны вышел целый ряд лент на темы проституции, наркомании, организованной преступности, бытового насилия («Маленькая Вера», «Меня зовут Арлекино» «Воры в законе», «Игла» и другие). Позднее Климова обвиняли в разрушении советского кинопроката, однако сам он считал, что нормально провести реформу помешал председатель Совета министров Николай Рыжков, вычеркнув «прокатный» абзац из постановления о кино, подготовленного Союзом кинематографистов.
При Климове также началась реабилитация «полочных фильмов», которые по тем или иным причинам не шли в прокате. Многие из этих картин при этом так и не добрались до большого экрана из-за низкого качества и нерентабельности. Кроме того, в производство были запущены некоторые забракованные ранее сценарии, включая «Холодное лето пятьдесят третьего…».
Одновременно из кино на долгие годы исчезли Сергей и Наталья Бондарчук, Лев Кулиджанов и другие громкие имена, хотя, по словам Климова, «когда мы избирали потом руководителей студий на „Мосфильме“, то проголосовали и за Бондарчука, и за Наумова. Они работали». По словам кинокритика Гоги Гвахария, «…на съезде, который избрал Климова председателем Союза кинематографистов, была повержена группа, известная как „мафия Михалкова-Бондарчука“». На отдельном заседании был подвергнут обструкции фильм «Лермонтов» зятя С. Бондарчука Николая Бурляева, который члены обновлённого СК пытались не допустить до проката.
В кинематографической среде считается, что Элем Климов помешал Никите Михалкову получить высший приз кинофестиваля в Каннах. В 1987 году он был членом жюри фестиваля, в конкурсной программе которого участвовали два фильма от СССР — «Очи чёрные» Никиты Михалкова и «Покаяние» реж. Тенгиза Абуладзе. Как вспоминал сам Н. Михалков:
Картина шла прямиком и на главный приз. Тогда Элем Климов заявил на закрытом заседании фестиваля: либо «Очи чёрные» не получат «Гран-при», либо он уходит из жюри. Об этом первым мне поведал Ив Монтан, бывший в тот год председателем жюри Каннского кинофестиваля…
Как писал кинокритик Денис Горелов, «…Климов сказал, что приз любого достоинства как воздух необходим фильму высокого гражданского звучания „Покаяние“. Что это продвинет Перестройку, а победа михалковского кино отбросит её далеко назад. Что в обмен на приз „Покаянию“ он готов поддержать на „Пальму“ что угодно…». В итоге фильм «Покаяние» удостоился Гран-при, второй по значимости награды, вручаемой в основном конкурсе, а «Очи чёрные» получили приз за лучшую мужскую роль (Марчелло Мастроянни).
В 1988 году Климов покинул пост первого секретаря правления Союза кинематографистов СССР, передав руководство Андрею Смирнову. Своё решение он обосновал желанием вернуться в режиссуру.

## Последние годы
В конце 1980-х годов намеревался экранизировать роман Михаила Булгакова «Мастер и Маргарита», для которого совместно с братом Германом написал сценарий, однако этот замысел так и остался невоплощённым. Не были сняты и «Бесы» по роману Достоевского — «по экономическим мотивам». В 1989 году Климов принимал участие в работе над фильмом Фреда Скеписи «Русский дом» по роману Джона ле Карре. В титрах ему была выражена благодарность.
В начале 1990-х годов на встрече кинематографистов с представителями делового мира кто-то заметил, что Элем Климов всю жизнь желал экранизировать «Мастера и Маргариту», но не мог этого сделать: сначала по идеологическим, а после по финансовым причинам. Известный миллионер громко произнёс: «Я дам денег Климову!». Зал завистливо охнул, и в наступившей тишине раздался голос режиссёра: «Хотелось бы ещё знать, откуда эти деньги!».
Скончался на 71-м году жизни 26 октября 2003 года в Москве от гипоксии мозга. Похоронен в Москве на Троекуровском кладбище (участок № 1) рядом с родителями.

## Семья
Отец — Герман Степанович Климов (1912—1986), сотрудник Комитета партийного контроля при ЦК КПСС. После 1956 года занимался реабилитацией «врагов народа». Практически в одиночку собрал 70 томов дел репрессированных. Похоронен в Москве на Троекуровском кладбище (участок № 1) рядом с женой и сыновьями.
Мать — Калерия Георгиевна Климова (1910—2004), преподаватель физкультуры. Похоронена в Москве на Троекуровском кладбище (участок № 1) рядом с мужем и сыновьями.
Брат — Герман Германович Климов (9 мая 1941 — 23 января 2023), сценарист, мастер спорта международного класса по лёгкой атлетике (с 1959 по 1970 входил в сборную СССР), призёр чемпионата СССР и ряда международных соревнований по десятиборью и прыжкам в длину. Похоронен в Москве на Троекуровском кладбище.
Жена (с 1963 по 1979 год) — Лариса Ефимовна Шепитько (6 января 1938 — 2 июля 1979), советский кинорежиссёр, сценарист, актриса. Трагически погибла в автокатастрофе. Похоронена в Москве на Кунцевском кладбище. 
- Сын — Антон Элемович Климов (род. 21 июля 1973), в 1995 году окончил международное отделение факультета журналистики МГУ. Работал PR-директором. Пишет прозу.

## Награды
- Золотая медаль, Премия за режиссуру, Диплом СК СССР на ВКФ спортивных фильмов (за фильм «Спорт, спорт, спорт», 1970).
- Почётное звание «Заслуженный деятель искусств РСФСР» (31 декабря 1976 года) — за заслуги в области советского киноискусства[23]
- Почётное звание «Народный артист Российской Федерации» (22 января 1997 года) — за большие заслуги в области искусства[24]
- Приз FIPRESCI МКФ в Венеции (за фильм «Агония», 1982).
- Золотой приз МКФ в Москве (за фильм «Иди и смотри», 1985).
- Лауреат ВКФ в номинации «Главный специальный приз кинофестиваля» (1986).
- Почётный член Британского киноинститута (с 1987 года).

## Фильмография

### Актёрские работы
- 1959 — Ребята с нашего двора — Фёдор
- 1987 — Репетитор — камео
- 2001 — Чтобы помнили — текст за кадром (в серии «Глава 74. Анатолий Ромашин»)

### Режиссёрские работы
- 1959 — Осторожно: пошлость
- 1960 — Жиних
- 1962 — Смотрите — небо
- 1964 — Добро пожаловать, или Посторонним вход воспрещён
- 1965 — Похождения зубного врача
- 1968 — «Отцы-одиночки» (сюжет для к/журнала «Фитиль»)
- 1970 — Спорт, спорт, спорт
- 1972 — «Вечер воспоминаний» (для к/журнала «Фитиль»)
- 1974 — И всё-таки я верю… (совместно с другими режиссёрами закончил фильм М. И. Ромма)
- 1980 — Лариса
- 1981 — Агония
- 1981 — Прощание
- 1985 — Иди и смотри

### Сценарные работы
- 1980 — Лариса
- 1985 — Иди и смотри (совместно с А. Адамовичем)

## Документальные фильмы и телепередачи об Элеме Климове
- 2003 — «Документальный экран. Элем Климов» (ООО «ТВК „Рамблер“»)
- 2005 — «Как уходили кумиры. Элем Климов» («ДТВ»)
- 2007 — «Зачем пережила тебя любовь моя…» («Первый канал»)
- 2008 — «Острова. Элем Климов. Наши души летят к невозможному…» («Культура»)
- 2009 — «Как уходили кумиры. Элем Климов и Лариса Шепитько» («ДТВ»)
- 2009 — «Исторические хроники с Николаем Сванидзе. 1975. Элем Климов» («Россия»).
- 2012 — «Больше, чем любовь. Элем Климов и Лариса Шепитько. Такая большая короткая жизнь…» («Культура»)
- 2016 — «Единица хранения. Элем Климов и Лариса Шепитько» («Культура»)
- 2019 — «Последний день. Элем Климов» («Звезда»)